# Music (canción de Angela Aki)
«Music» es la quinta canción del álbum  Home de la cantante japonesa Angela Aki.

## Información
Artista
Angela Aki
Canción
Music
Letra y música
Angela Aki
Otra información
Arreglos: Angela Aki,  Matsuoka Motoki
Batería: Muraishi Masayuki 
Bajo: Okiyama Yuuji  
Guitarra eléctrica y acústica: Matsuoka Motoki
Coros: Matsuoka Motoki
Teclados: Ito Takahiro 
Programación: Abe Yoshinori 
Violín: Tsuchiya Reiko 
Piano: Angela Aki

## Angela Comenta
"En el día a día, si escuchas detenidamente, puedes oír música. En conversaciones y besos, hay melodías. Es un mensaje brillante para toda aquella gente a la que realmente quiero" -- Angela Aki

## Desambiguación
Hay tres versiones conocidas de Music en la discografía de Angela hasta este momento:
Music
Encontrada en el álbum Home como la canción 4.
Power of Music
Encontrado en el sencillo Sakurairo como la canción número 3. Esta versión es una reedición orientada más a la música dance. Además la letra es diferente a la original. Fue usada como canción en la campaña de las radios de la estación JFL (FM NORTH WAVE, J-WAVE, ZIP-FM, FM802, CROSS FM) que empezó en agosto de 2006. En años anteriores las canciones de estas campañas corrieron a cargo de artistas como Def Tech y MISIA.
Music (directo en My Keys 2006)
Encontrada en el DVD/Blu-ray disc Angela Aki MY KEYS 2006 in Budokan como la canción 16. Es una versión de solo piano.